# Binodoxys chilensis
Binodoxys chilensis är en stekelart som först beskrevs av Jaroslav Stary 1995.  Binodoxys chilensis ingår i släktet Binodoxys och familjen bracksteklar. Inga underarter finns listade.